# Ulopeza junctilinealis
Ulopeza junctilinealis là một loài bướm đêm trong họ Crambidae.